# Grupo de Artillería Antiaéreo Mixto 602
El Grupo de Artillería Antiaéreo Mixto 602 (GAA Mix 602) es una unidad del Ejército Argentino con asiento en la Guarnición de Ejército «Mar del Plata».

## Historia
El 2 de enero de 1976, la unidad se constituyó con el nombre de «Grupo de Artillería de Defensa Aérea Mixto 602». En 1999, este nombre mutó a «Grupo de Artillería Antiaéreo Mixto 602».
Durante la guerra de las Malvinas, la unidad desplegó la Batería de Tiro «A» en el litoral marítimo, y agregó la Batería de Tiro «B» al Grupo de Artillería de Defensa Aérea 601 en el aeropuerto de Puerto Argentino/Stanley. La Batería «B» fue equipada con cuatro lanzamisiles Tiger Cat, un lanzamisiles Euromissile Roland y tres cañones Oerlikon 20 mm.